# Ruch prawostronny
     ruch prawostronny
     ruch lewostronny

ruch prawostronny
ruch lewostronny

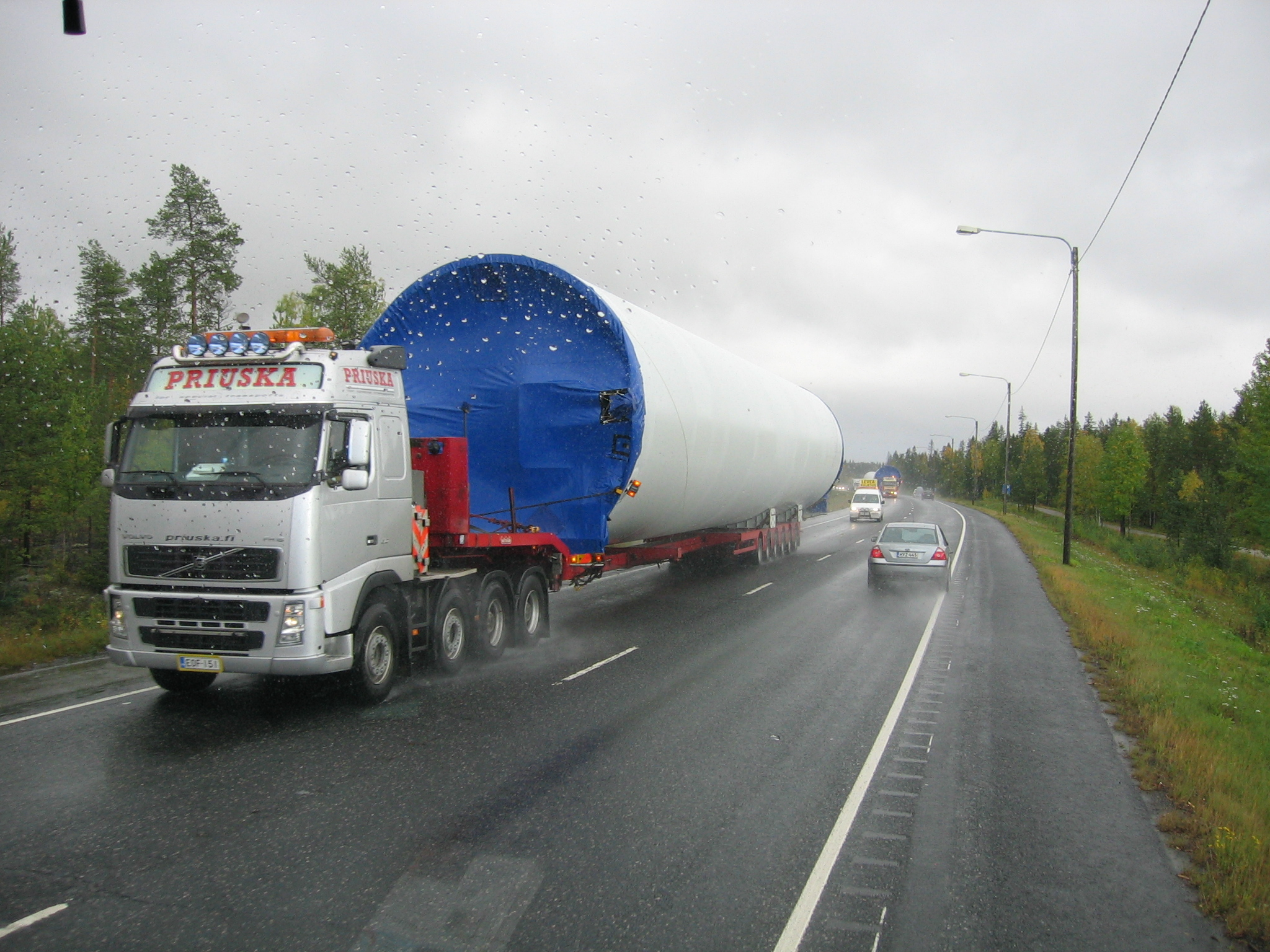
Finlandia: pojazdy na drodze z ruchem prawostronnym

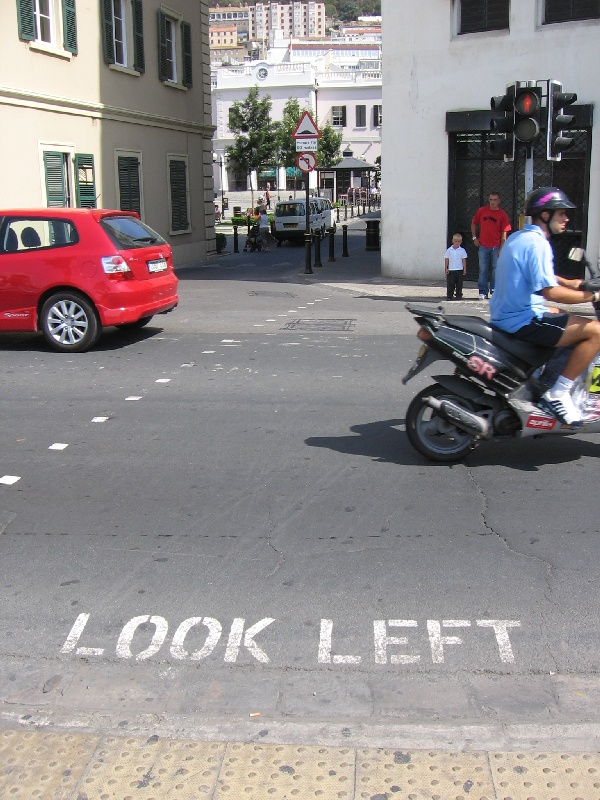
Gibraltar: brytyjskie terytorium, na którym od roku 1929 obowiązuje ruch prawostronny

Ruch prawostronny – zasada ruchu drogowego, nakazująca pojazdom poruszanie się w pobliżu prawej krawędzi jezdni; niekiedy także rozszerzana o zasadę obowiązującą na kolejowych lub tramwajowych liniach dwutorowych, nakazującą jazdę prawym torem. Zasada ruchu prawostronnego obowiązuje w większości krajów świata: w całej kontynentalnej Europie, większości kontynentalnej Azji (oprócz Japonii, Indii, Pakistanu, Bangladeszu, Nepalu, Tajlandii, Malezji, Hongkongu, Singapuru, Makau i Bhutanu), na niemal całym terenie obu kontynentalnych Ameryk (oprócz Gujany i Surinamu).

## Historia
Informacje dotyczące poruszania się ludzi w różnych krajach i w różnych epokach są bardzo skąpe. W wyniku prac wykopaliskowych prowadzonych w rejonie kamieniołomu w pobliżu Swindon odnaleziono resztki rzymskiej drogi z III w. n.e., które świadczą o stosowaniu ruchu lewostronnego, jednak nie zachowały się informacje o żadnych przepisach regulujących tę kwestię w państwie rzymskim. Dopiero w 1300 r. papież Bonifacy VIII wydał edykt wskazujący sposób poruszania po drogach pielgrzymów w czasie świąt kościelnych. Papież zalecił, by wierni poruszali się lewą stroną, gdyż prawej ręki używano do pozdrowień oraz trzymania broni.
Na początku XVII w. w Japonii cesarski dekret nakazał wszystkim obowiązkowo poruszać się lewą stroną drogi, gdyż samurajowie noszący miecz po lewej stronie ciała często zahaczali o siebie w tłoku. Z tego samego powodu we Francji zwyczajowo piesi ustępowali miejsca jadącej konno czy w powozach arystokracji, która poruszała się lewą stroną drogi. W efekcie większość ludności poruszała się po prawej stronie.
Jako pierwsza ruch prawostronny wprowadziła w 1758 r. Dania. Początkowo nowe regulacje obowiązywały jedynie w Kopenhadze, a od 1793 r. wprowadzono je w całym państwie. Możliwe, że nowe prawo wprowadzono, opierając się na doświadczeniach rosyjskich, gdzie większość ruchu odbywała się po prawej stronie – choć nie było to prawnie uregulowane. Jednocześnie król Wielkiej Brytanii Jerzy II w 1773 r. uregulował sposób poruszania się w pasie drogowym, sankcjonując ruch lewostronny jako korzystniejszy dla woźniców. W 1794 r. rewolucyjne władze francuskie wprowadziły dla wszystkich uczestników ruchu obowiązkowy ruch prawostronny, by dostosować go do sposobu, w jaki dotychczas poruszał się lud. Zarządzenie nie natrafiło na opór ze strony szlachty, która po rewolucji dość szybko zaczęła poruszać się po prawej stronie, by nie narażać się na agresję pozostałych ludzi.
Dość powszechny jest pogląd przypisujący Napoleonowi wprowadzenie ruchu prawostronnego, ten jednak jedynie popularyzował go w podbitych przez siebie krajach. Niewątpliwie jednak Napoleon z wykorzystaniem ruchu prawostronnego umiał wywoływać zamęt w oddziałach wojskowych swoich przeciwników, przygotowanych do ewentualnych bojów spotkaniowych z żołnierzami poruszającymi się (jak wszyscy do tej pory) lewą stroną. Po epoce wojen napoleońskich ruch prawostronny obowiązywał we Francji i innych rejonach uprzednio okupowanych przez Francję (m.in. w krajach niemieckich i Belgii), a ruch lewostronny utrzymały Wielka Brytania, kraje skandynawskie, Portugalia i Austria, zaś Holandia przywróciła go w miejsce prawostronnego.
We Włoszech stronę ruchu określały władze lokalne, w związku z czym w większości miast obowiązywał ruch lewostronny, a na terenach wiejskich wprowadzono ruch prawostronny. Mediolan jako ostatnie miasto we Włoszech wprowadził ruch prawostronny w 1926 roku.
W Stanach Zjednoczonych jako pierwszy ruch prawostronny wprowadził Nowy Jork w 1804 roku. Większość źródeł podaje, że przyczyną zmiany była potrzeba wynikająca z wygody posługiwania się wielokonnymi zaprzęgami (z końmi zaprzęgniętymi w kilka par jedna za drugą), szczególnie często wykorzystywanymi w Ameryce Północnej. Powożenie takimi zaprzęgami było wygodniejsze, jeśli woźnica siedział z lewej strony kozła lub na grzbiecie ostatniego konia (ostatniej pary) po lewej stronie. Mógł wówczas względnie łatwo dosięgnąć batem trzymanym w prawej ręce do każdego konia, natomiast siedzenie po lewej wymuszało – w celu łatwiejszej obserwacji drogi – kierowanie pojazdu bliżej jej prawej krawędzi.
Na ziemiach polskich ruch prawostronny obowiązuje w całości od okresu międzywojennego, wcześniej obowiązywał w zaborze pruskim i rosyjskim, przy czym o ile kodeks drogowy z 1921 r. wprowadził ogólnie ruch prawostronny, o tyle jego wprowadzanie trwało do 30 września 1922 r., kiedy objęto nimi samochody w Krakowie. Jednocześnie tramwaje krakowskie do 1925 r. poruszały się lewą stroną.
Ruch prawostronny w kontynentalnej Europie wprowadzano stopniowo, m.in. w Hiszpanii (1924), Portugalii (1926), i Jugosławii (1920), natomiast po 1939 r. III Rzesza wymusiła tę zmianę na terenach dawnych Austro-Węgier i tak: Austria 19 września 1938, Kraj Sudetów 10 października 1938, Czechy 15 marca 1939 (w Pradze od 26 marca 1939), Słowacja i Węgry do jesieni 1941. Najpóźniej na kontynencie europejskim ruch prawostronny wprowadziła Szwecja (3 września 1967: dagen H).
Na kolei ruch prawostronny obowiązuje w większości krajów – do wyjątków należą, między innymi, Francja, Włochy, Szwajcaria, Szwecja, Dania, Belgia i Portugalia, gdzie pociągi jeżdżą po lewym torze linii.
W ruchu statków wodnych obowiązuje ruch prawostronny, niezależnie od kraju.
Odwrotnie postąpiło tylko małe wyspiarskie państwo Samoa w 2009, by zaoszczędzić na przeróbkach samochodów sprowadzanych z krajów o ruchu lewostronnym jak Japonia i Australia.
W Polsce nietypowa sytuacja ma miejsce na ulicy Dworcowej w Katowicach. W jednym z tuneli obowiązuje normalnie ruch prawostronny, w drugim zaś – dostępnym wyłącznie dla autobusów – ruch lewostronny. Wynika to z tego, że organizacja przystanków autobusowych jest łatwiejsza, gdy autobusy poruszają się lewą stroną tunelu.